# Les Holden
Leslie Hubert "Les" Holden (6 de Março de 1895 – 18 de Setembro de 1932) foi um aviador e ás da aviação australiano durante a Primeira Guerra Mundial e, mais tarde, um aviador comercial. Natural da Austrália Meridional, ele juntou-se à Cavalaria Leve Australiana em Maio de 1915, servindo no Egipto e em França. Em Dezembro de 1916 Les Holden voluntariou-se para o Australian Flying Corps e qualificou-se como piloto. Como membro do Esquadrão N.º 2 na Frente Ocidental, ele ganhou a alcunha de "Lucky Les" (em português: Les Sortudo) e "the homing pigeon" (em português: o pombo correio) depois de uma série de incidentes que fizeram com que ele voltasse para o seu aeródromo com a aeronave cheia de buracos de munições. Ele foi condecorado com a Cruz Militar e conseguiu mais tarde abater cinco aeronaves inimigas pilotando aeronaves Airco DH.5 e Royal Aircraft Factory S.E.5.
Promovido a capitão, Holden terminou a guerra como instrutor no Esquadrão N.º 6 em Inglaterra, onde o seu trabalho lhe valeu a Cruz da Força Aérea. Depois de deixar o Australian Flying Corps em 1919, ele tornou-se gerente da firma familiar Holden's Motor Body Builders e juntou-se em part-time à Citizen Air Force, antes de se estabelecer como piloto comercial e começar o seu próprio negócio. Em 1929, ele conseguiu localizar Charles Kingsford Smith e Charles Ulm no deserto australiano depois destes dois terem sido dados como desaparecidos durante um voo. Em 1931, Holden começou a realizar voos de transporte para a Nova Guiné. Ele veio a falecer no ano seguinte vítima da queda de uma aeronave de transporte de passageiros.

## Família e juventude
Leslie Hubert Holden nasceu no dia 6 de Março de 1895 no leste de Adelaide, na Austrália Meridional, filho do empresário de viagens Hubert William Holden e da sua mulher Annie Maria. Les era sobrinho de Henry Holden, que mais tarde viria a fundar a firma Holden's Motor Body Builders com o seu filho Edward. Hubert Holden conseguiu uma parceria com a Nestlé em 1905, e a família mudou-se para Turramurra, em Nova Gales do Sul. Les completou a sua educação na Escola de Gramática da Igreja de Inglaterra de Sydney, e de seguida foi trabalhar para a Nestlé como vendedor. Quando a Austrália entrou na Primeira Guerra Mundial, em Agosto de 1914, ele era assistente administrativo.

## Primeira Guerra Mundial

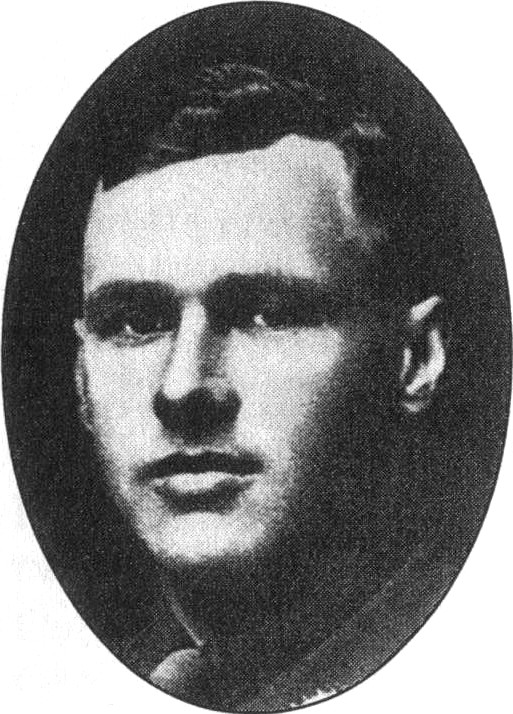
Les Holden, cerca de 1915–18

Holden alistou-se na Força Imperial Australiana no dia 26 de Maio de 1915 e foi colocado na 4.ª Brigada de Cavalaria Leve como soldado. Ele foi enviado para o Egipto, embarcando no navio A29 Suevic no dia 13 de Junho. Servindo primeiro como mecânico no Médio Oriente e depois na Frente Ocidental, as suas habilidades mecânicas e o seu sentido de aventura fizeram com que se voluntariasse para o Australian Flying Corps (AFC) em Dezembro de 1916. Depois de se qualificar como piloto na Inglaterra, ele foi contratado como tenente e foi colocado no Esquadrão N.º 2. Comandado pelo major Oswald Watt, a equipa do Esquadrão N.º 2 incluía muitos antigos militares da cavalaria e também muitos mecânicos da primeira formação de combate da AFC, a Meia Esquadrilha da Mesopotâmia. O AFC treinou intensivamente em Inglaterra a partir de Janeiro de 1917, antes de ser enviado para a Frente Ocidental em Setembro. Holden esteve envolvido no primeiro dia de combate do AFC, em França; a seguir ao meio-dia do dia 2 de Outubro, nas redondezas de Saint-Quentin, ele e o seu asa atacaram uma aeronave alemã que acabou por conseguir escapar.
Devido ao seu avião Airco DH.5 ser muito lento (um problema enorme para um avião ser usado em combates aéreos) o Esquadrão N.º 2 usou esta aeronave essencialmente para missões de apoio aéreo próximo. Durante o começo do dia enevoado que marcou o início da Batalha de Cambrai, dia 20 de Novembro, Holden bombardeou e abriu fogo com a sua metralhadora contra uma trincheira de comunicações alemã, voando a uma altura muito baixa (entre os 6 e os 9 metros). Ele regressou ao seu aeródromo, perto de Havrincourd Wood com o seu avião a parecer uma "sucata voadora", isto nas palavras da história oficial da Austrália durante a Primeira Guerra Mundial. "Todas as partes do avião estavam cheias de buracos, incluindo os tanques de combustível, a cauda, os longerones, e parte do trem de aterragem, enquanto o controlo de elevação foi tão atingido que se perdeu pelo caminho." Dois dias mais tarde, Holden esteve numa missão onde voltou a ficar com a aeronave danificada: "clara evidência do perigo do ofício e da sua própria sorte", diz a história oficial. Estes eventos deram-lhe a alcunha de "Les Sortudo" e "o pombo correio". Ele foi proposto para a Cruz Militar no dia 3 de Dezembro pelas suas acções no dia 20 de Novembro. A condecoração foi promulgada no London Gazette no dia 4 de Fevereiro de 1918, e a citação foi publicada no dia 5 de Julho:
Tenente Leslie Hubert Holden, F.C.

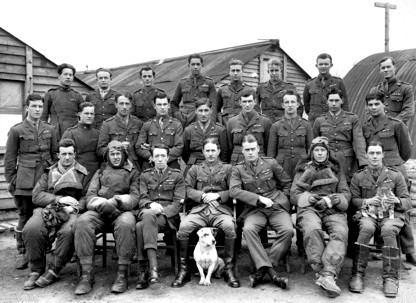
Os capitães Holden (à frente, segundo a contar da esquerda) e Roy Phillipps (frente, terceiro a contar da direita) com outros oficiais do Esquadrão N.º 2 e a sua mascote de 4 patas, Março de 1918

Por galantaria conspícua e devoção ao dever. Enquanto esteve numa missão especial, ele lançou uma bomba directamente numa trincheira de comunicações cheia de inimigos, causando a dispersão deles, e outra bomba em um ponto forte que estava impedindo o nosso avanço. Ele também bombardeou um grande grupo de infantaria inimiga, e disparou a sua metralhadora sobre eles a uma altura de 30 metros. Ele prestou um serviço muito valioso em todas as operações.
Holden conseguiu a sua primeira vitória aérea quando o Esquadrão N.º 2 ainda estava equipado com os DH.5, antes de ser reequipado com aviões Royal Aircraft Factory S.E.5 em Dezembro de 1917. No dia 18 de Fevereiro de 1918, ele partilhou uma das primeiras duas vitórias da unidade com o S.E.5, ajudando a lançar um Albatros numa espiral até à morte. Ele conseguiu abater mais três aeronaves no mês seguinte, ficando com um total de 5 aeronaves inimigas destruídas. Pelo menos um destes combates deu-se durante a Ofensiva da Primavera, no dia 22 de Março, quando todas as aeronaves aliadas foram lançadas para suster o avanço alemão.
A política da Real Força Aérea fazia com que os pilotos fossem alvo de uma rotação para que pudessem descansar e dar instrução a futuros pilotos, isto depois de nove a doze meses de combate. Promovido a capitão em Março de 1918, Holden foi colocado na Inglaterra em Maio como instrutor no Esquadrão N.º 6, em Minchinhampton. A sua unidade fazia parte da Asa de Treino N.º 1, liderada pelo tenente-coronel Watt, antigo comandante do Esquadrão N.º 2. Holden tomou o comando do esquadrão por um breve período de tempo, de 25 de Julho a 11 de Agosto. Ele foi condecorado com a Cruz da Força Aérea, promulgada no dia 3 de Junho de 1919, pela sua perícia como instrutor.

## Carreira no pós-guerra e legado

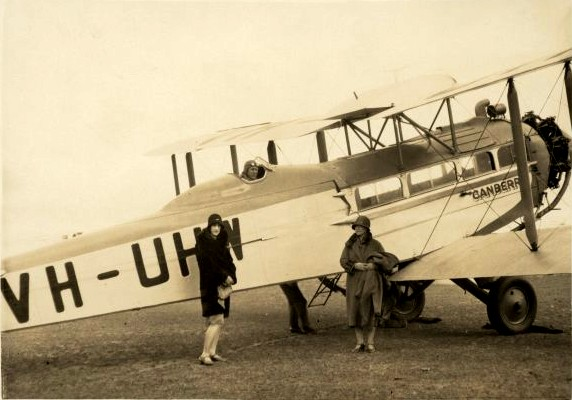
Holden no cockpit do Canberra, o seu DH.61 Giant Moth, com passageiros no aeródromo de Mascot, cerca de 1930

O Esquadrão N.º 6 foi dissolvido em Março de 1919. Juntamente com muitos outros militares do Australian Flying Corps, incluindo o coronel Watt, o major Roy King e o capitão Garnet Malley, Holden partiu para a Austrália no dia 6 de Maio viajando no navio de transporte de tropas Kaisar-i-Hind, desembarcando em Sydney no dia 19 de Junho. Ele deixou o AFC no dia 18 de Agosto de 1919. Depois de participar na Commonwealth Government's Peace Loan, ele juntou-se à Holden's Motor Body Builders como manager de Sydney. Em Maio de 1921 serviu juntamente com Malley e outros veteranos no grupo que carregou o caixão de Watt no seu funeral, em Randwick. Holden casou-se com Kathleen Packman na Igreja Anglicana de São Marco em Darling Point, no dia 3 de Junho de 1924; o casal teve três filhas. No dia 19 de Junho de 1925 a Real Força Aérea Australiana (RAAF) criou a Citizen Air Force como a sua reserva activa em part-time, e Holden tornou-se num dos seus primeiros recrutas. Com o posto de tenente de voo, ele serviu como piloto no Esquadrão N.º 3 que operava aviões Airco DH.9 e S.E.5. Formado na Base aérea de Point Cook, em Vitória, foi transferido para a nova Base aérea de Richmond, em Nova Gales do Sul, durante os dias 29 e 30 de Junho; Holden e Malley aterraram em Richmond com os primeiros dois S.E.5 no dia 30.

Ainda com vontade de ter uma carreira a tempo inteiro na área da aviação, Holden teve a ajuda de alguns amigos para comprar um de Havilland DH.61 Giant Moth em 1928. A aeronave foi baptizada como "Canberra" e usada para começar uma empresa de viagens entre o aeródromo de Mascot e Sydney. Holden tornou-se numa celebridade nacional em Abril de 1929 quando conseguiu concluir com êxito uma operação de busca e salvamento no noroeste australiano para encontrar Charles Kingsford Smith e Charles Ulm, dois exploradores que se perderam aquando de um voo de Sydney até Inglaterra. Dois outros exploradores, Keith Anderson e Bob Hitchcock, faleceram quando a sua aeronave, o Kookaburra, ficou destruída. A mídia da época acusou Smith e Ulm de tentarem um golpe publicitário e o Comité de Assistência dos Cidadãos de Sydney, que havia pedido a Holden que realizasse a operação de resgate, reteve o pagamento das despesas. Mesmo assim, ele continuou a voar comercialmente e é-lhe atribuída a proeza de ter realizado, em Setembro de 1931, o primeiro voo de Sydney à Nova Guiné, onde começou um negócio de transporte aéreo. Regressando a Sydney no ano seguinte, estabeleceu a empresa Holden's Air Transport Services. Ele também adquiriu mais duas aeronaves para as suas operações na Nova Guiné, um Waco e um Moth.

Pensar que Holden, que nunca teve um acidente ao voar sobre montanhas perigosas, viria a falecer quando estivesse de férias na Austrália, voando para uma expedição de pesca. Pareceu-me triste estar a receber hospitalidade na sua casa, uma casa como o ninho de uma águia, com uma vista como um homem voador desejaria - e seu filho continuando a entoar o seu epitáfio: "Ele era um bom masta."

Sarah Chinnery quando estava na casa de Holden em Salamaua, Nova Guiné, em Fevereiro de 1933.
A 18 de Setembro de 1932, Holden estava a viajar como passageiro a bordo de um DH.80 Puss Moth da New England Airways, de Sydney até Brisbane, quando o avião sofreu um acidente em Byron Bay no norte de Nova Gales do Sul, provocando instantaneamente a sua morte. Os outros ocupantes, o piloto Ralph Virtue e o sócio do Canberra, o Dr. George Hamilton, também faleceram. Investigações determinaram que o Puss Moth, VH-UPM, tinha-se despenhado por causa da falha de um aileron. Uma cerimónia fúnebre em honra a Holden e Hamilton foi realizada no dia 20 de Setembro na Escola de Gramática da Igreja de Inglaterra de Sydney; ele foram cremados naquela tarde, no Cemitério de Rookwood, onde oito aeronaves pilotadas por amigos e associados passaram por cima, em tributo aos falecidos. Holden deixou a sua mulher e as crianças. O seu pai Hubert assumiu a liderança da empresa Holden's Air Transport Services, transformando-a numa corporação publica. Les Holden, George Hamilton, e um dos seus colegas de escola que também falecera recentemente, Henry Brasson, foram homenageados com um memorial na capela da Escola de Gramática da Igreja de Inglaterra em 1934. Holden foi homenageado com uma rua nomeada em seu nome, a Holden Street, construída no subúrbio de Maroubra, em Sydney, em 1943.